# Araçuaí
Araçuaí este un oraș din unitatea federativă Minas Gerais, Brazilia.